# Ephydra ochrostoma
Ephydra ochrostoma är en tvåvingeart som beskrevs av Brulle 1833. Ephydra ochrostoma ingår i släktet Ephydra och familjen vattenflugor.
Artens utbredningsområde är Grekland. Inga underarter finns listade i Catalogue of Life.